# Unió Social Cristiana de Baviera
La Unió Social Cristiana (en alemany Christlich-Soziale Union in Bayern), és un partit polític de Baviera, fundat en 1946, liderat per Horst Seehofer.
La CSU és un partit demòcrata cristià, amb un matís regionalista. Només es presenta a Baviera, on ha guanyat totes les eleccions des de la Segona Guerra Mundial: des de 1962 fins a 2008 amb majoria absoluta d'escons, des de 1970 amb més del 50% dels vots. El seu major èxit van ser les eleccions bavareses de 2003, en les quals va aconseguir el 60,7% dels vots i més de dos terços dels escons del parlament bavarès. No obstant això, a les eleccions bavareses del 28 de setembre de 2008 va caure al 43,4% de vots, la qual cosa també va significar la pèrdua de la majoria absoluta dels escons parlamentaris. Per tant, per primera vegada en més de quaranta anys va necessitar un soci de coalició per a seguir en el govern.
A la fi d'octubre de 2008, va tancar un pacte amb el Partit Democràtic Lliure (FDP). El president de govern bavarès sempre va pertànyer a la CSU, excepte durant un curt període entre 1954 i 1957, quan es va formar un govern de coalició de totes les forces polítiques bavareses llevat de la CSU. En el Bundestag, la CSU forma un grup conjunt amb la CDU, el seu equivalent en els altres Estats federats d'Alemanya. No obstant això, les posicions dels dos partits no sempre coincideixen; normalment, la CSU defensa postures més dretanes pel que fa a la política interior i jurídica, i més socials en política econòmica i social. A les eleccions federals del 18 de setembre de 2005, la CSU va aconseguir el 7,4% dels vots (46 escons) i participa en el govern de coalició sota la canceller Angela Merkel, al costat de la CDU (27,8%, 180 escons) i el SPD (34,2%, 222 escons).
A les eleccions federals del 2009, tot i perdre un escó (en van obtenir 45), amb la coalició amb la CDU i amb el pacte de govern amb els liberals. A les eleccions federals del 2013 recuperaren escons fins a arribar a la xifra de 56. A més a més en les eleccions regionals celebrades el 15 de setembre de 2013 recuperaren la majoria absoluta perduda el 2008.

## Resultats electorals

### Parlament Federal (Bundestag)
| Any  | Circum.   | Circum.   | Llista    | Llista    | Escons   | +/– | Govern                |
| Any  | Vots      | %         | Vots      | %         | Escons   | +/– | Govern                |
| ---- | --------- | --------- | --------- | --------- | -------- | --- | --------------------- |
| 1949 |           |           | 1,380,448 | 5.8 (#4)  | 24 / 402 |     | CDU/CSU–FDP–DP        |
| 1953 | 2,450,286 | 8.9 (#4)  | 2,427,387 | 8.8 (#4)  | 52 / 509 | 28  | CDU/CSU–FDP–DP        |
| 1957 | 3,186,150 | 10.6 (#3) | 3,133,060 | 10.5 (#3) | 55 / 519 | 3   | CDU/CSU–DP            |
| 1961 | 3,104,742 | 9.7 (#4)  | 3,014,471 | 9.6 (#4)  | 50 / 521 | 5   | CDU/CSU–FDP           |
| 1965 | 3,204,648 | 9.9 (#3)  | 3,136,506 | 9.6 (#3)  | 49 / 518 | 1   | CDU/CSU–SPD           |
| 1969 | 3,094,176 | 9.5 (#3)  | 3,115,652 | 9.5 (#3)  | 49 / 518 | =   | Oposició              |
| 1972 | 3,620,625 | 9.7 (#3)  | 3,615,183 | 9.7 (#3)  | 48 / 518 | 1   | Oposició              |
| 1976 | 4,008,514 | 10.6 (#3) | 4,027,499 | 10.6 (#3) | 53 / 518 | 5   | Oposició              |
| 1980 | 3,941,365 | 10.4 (#3) | 3,908,459 | 10.3 (#4) | 52 / 519 | 1   | Oposició (1980–82)    |
| 1980 | 3,941,365 | 10.4 (#3) | 3,908,459 | 10.3 (#4) | 52 / 519 | 1   | CDU/CSU–FDP (1982–83) |
| 1983 | 4,318,800 | 11.1 (#3) | 4,140,865 | 10.6 (#3) | 53 / 520 | 1   | CDU/CSU–FDP           |
| 1987 | 3,859,244 | 10.2 (#3) | 3,715,827 | 9.8 (#3)  | 49 / 519 | 4   | CDU/CSU–FDP           |
| 1990 | 3,423,904 | 7.4 (#4)  | 3,302,980 | 7.1 (#4)  | 51 / 662 | 2   | CDU/CSU–FDP           |
| 1994 | 3,657,627 | 6.5 (#3)  | 3,427,196 | 7.3 (#3)  | 50 / 672 | 1   | CDU/CSU–FDP           |
| 1998 | 3,602,472 | 7.3 (#3)  | 3,324,480 | 6.8 (#3)  | 47 / 669 | 3   | Oposició              |
| 2002 | 4,311,178 | 9.0 (#3)  | 4,315,080 | 9.0 (#3)  | 58 / 603 | 11  | Oposició              |
| 2005 | 3,889,990 | 8.2 (#3)  | 3,494,309 | 7.4 (#6)  | 46 / 614 | 12  | CDU/CSU–SPD           |
| 2009 | 3,191,000 | 7.4 (#6)  | 2,830,238 | 6.5 (#6)  | 45 / 622 | 1   | CDU/CSU–FDP           |
| 2013 | 3,544,079 | 8.1 (#4)  | 3,243,569 | 7.4 (#5)  | 56 / 631 | 11  | CDU/CSU–SPD           |
| 2017 | 3,255,604 | 7.0 (#6)  | 2,869,744 | 6.2 (#7)  | 46 / 709 | 10  | CDU/CSU–SPD           |
| 2021 | 2,787,904 | 6.0 (#6)  | 2,402,826 | 5.2 (#6)  | 45 / 735 | 1   | Oposició              |
| 2025 | 3,271,730 | 6.61 (#6) | 2,402,827 | 5.19 (#6) | 44 / 630 | 1   | CDU/CSU–SPD           |

### Parlament Europeu
| Any  | Vots      | %         | Escons  | +/– |
| ---- | --------- | --------- | ------- | --- |
| 1979 | 2,817,120 | 10.1 (#3) | 8 / 81  |     |
| 1984 | 2,109,130 | 8.5 (#3)  | 7 / 81  | 1   |
| 1989 | 2,326,277 | 8.2 (#4)  | 7 / 81  | =   |
| 1994 | 2,393,374 | 6.8 (#4)  | 8 / 99  | 1   |
| 1999 | 2,540,007 | 9.4 (#4)  | 10 / 99 | 2   |
| 2004 | 2,063,900 | 8.0 (#4)  | 9 / 99  | 1   |
| 2009 | 1,896,762 | 7.2 (#6)  | 8 / 99  | 1   |
| 2014 | 1,567,258 | 5.3 (#6)  | 5 / 96  | 3   |
| 2019 | 2,354,816 | 6.3 (#5)  | 6 / 96  | 1   |
| 2024 | 2,513,300 | 6.3 (#5)  | 6 / 96  | =   |

### Landtag de Baviera
| Any  | Circum.   | Circum.   | Llista    | Llista    | Escons    | +/– | Govern      |
| Any  | Votes     | %         | Votes     | %         | Escons    | +/– | Govern      |
| ---- | --------- | --------- | --------- | --------- | --------- | --- | ----------- |
| 1946 |           |           | 1,593,908 | 52.2 (#1) | 104 / 180 |     | CSU–SPD     |
| 1950 | 1,264,993 | 26.8 (#1) | 1,262,377 | 27.4 (#1) | 64 / 204  | 40  | CSU–SPD     |
| 1954 | 1,855,995 | 37.6 (#1) | 1,835,959 | 37.9 (#1) | 83 / 204  | 19  | Oposició    |
| 1958 | 2,101,645 | 44.8 (#1) | 2,091,259 | 45.5 (#1) | 101 / 204 | 18  | CSU–FDP–BHE |
| 1962 | 2,343,169 | 47.1 (#1) | 2,320,359 | 47.5 (#1) | 108 / 204 | 7   | CSU–BP      |
| 1966 | 2,549,610 | 47.7 (#1) | 2,524,732 | 48.1 (#1) | 110 / 204 | 2   | Majoria     |
| 1970 | 3,205,170 | 56.2 (#1) | 3,139,429 | 56.4 (#1) | 124 / 204 | 14  | Majoria     |
| 1974 | 3,520,065 | 61.7 (#1) | 3,481,486 | 62.0 (#1) | 132 / 204 | 8   | Majoria     |
| 1978 | 3,394,096 | 58.5 (#1) | 3,387,995 | 59.1 (#1) | 129 / 204 | 3   | Majoria     |
| 1982 | 3,557,068 | 57.9 (#1) | 3,534,375 | 58.2 (#1) | 133 / 204 | 4   | Majoria     |
| 1986 | 3,142,094 | 54.9 (#1) | 3,191,640 | 55.7 (#1) | 128 / 204 | 5   | Majoria     |
| 1990 | 3,007,566 | 52.6 (#1) | 3,085,948 | 54.9 (#1) | 127 / 204 | 1   | Majoria     |
| 1994 | 3,063,635 | 52.2 (#1) | 3,100,253 | 52.8 (#1) | 120 / 204 | 7   | Majoria     |
| 1998 | 3,168,996 | 51.7 (#1) | 3,278,768 | 52.9 (#1) | 123 / 204 | 3   | Majoria     |
| 2003 | 3,050,456 | 59.3 (#1) | 3,167,408 | 60.6 (#1) | 124 / 180 | 1   | Majoria     |
| 2008 | 2,267,521 | 42.5 (#1) | 2,336,439 | 43.4 (#1) | 92 / 187  | 32  | CSU–FDP     |
| 2013 | 2,754,256 | 46.5 (#1) | 2,882,169 | 47.7 (#1) | 101 / 180 | 9   | Majoria     |
| 2018 | 2,495,186 | 36.7 (#1) | 2,551,046 | 37.2 (#1) | 85 / 205  | 16  | CSU–FW      |
| 2023 | 2,527,580 | 37.0 (#1) | 2,531,562 | 37.1 (#1) | 85 / 203  | =   | CSU–FW      |

## Presidents de la CSU
| President | President          | Inici mandat           | Final                  |
| --------- | ------------------ | ---------------------- | ---------------------- |
| 1r        | Josef Müller       | 17 de desembre de 1945 | 28 de maig de 1949     |
| 2n        | Hans Ehard         | 28 de maig de 1949     | 22 de gener de 1955    |
| 3r        | Hanns Seidel       | 22 de gener de 1955    | 16 de febrer de 1961   |
| 4t        | Franz Josef Strauß | 18 de març de 1961     | 3 d'octubre de 1988    |
| 5è        | Theodor Waigel     | 16 de novembre de 1988 | 16 de gener de 1999    |
| 6è        | Edmund Stoiber     | 16 de gener de 1999    | 29 de setembre de 2007 |
| 7è        | Erwin Huber        | 29 de setembre de 2007 | 25 d'octubre de 2008   |
| 8è        | Horst Seehofer     | 25 d'octubre de 2008   | 19 de gener de 2019    |
| 9è        | Markus Söder       | 19 de gener de 2019    | Present                |

## Presidents de govern de Baviera de la CSU
| Ministre-President  | Inici mandat           | Final                  |
| ------------------- | ---------------------- | ---------------------- |
| Fritz Schäffer      | 28 de maig de 1945     | 28 de setembre de 1945 |
| Hans Ehard          | 21 de desembre de 1946 | 14 de desembre de 1954 |
| Hanns Seidel        | 16 d'octubre de 1957   | 22 de gener de 1960    |
| Hans Ehard          | 26 de gener de 1960    | 11 de desembre de 1962 |
| Alfons Goppel       | 11 de desembre de 1962 | 6 de novembre de 1978  |
| Franz Josef Strauss | 6 de novembre de 1978  | 3 d'octubre de 1988    |
| Max Streibl         | 19 d'octubre de 1988   | 27 de maig de 1993     |
| Edmund Stoiber      | 28 de maig de 1993     | 30 de setembre 2007    |
| Günther Beckstein   | 9 d'octubre de 2007    | 27 d'octubre de 2008   |
| Horst Seehofer      | 27 d'octubre de 2008   | 13 de març de 2018     |
| Markus Söder        | 16 de març de 2018     | Present                |